# Hershkovitz-Springaffe
Der Hershkovitz-Springaffe (Plecturocebus dubius, Syn.: Callicebus dubius) ist eine Primatenart aus der Unterfamilie der Springaffen innerhalb der Familie der Sakiaffen (Pitheciidae). Er kommt im westlichen Amazonasbecken vor. Sein Verbreitungsgebiet wir im Norden vom oberen Rio Purus und im Süden vom Río Madre de Dios begrenzt. Der Hershkovitz-Springaffe ist eng mit dem Braunbauch-Springaffen (Plecturocebus caligatus) verwandt und wird mit diesem manchmal zu einer Art zusammengefasst.

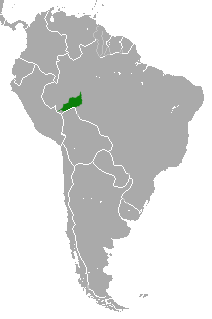
Das Verbreitungsgebiet im westlichen Amazonasbecken

## Merkmale
Hershkovitz-Springaffen sind wie alle Springaffen relativ kleine Primaten mit dichtem Fell. Dieses ist am Rücken und an der Außenseite der Gliedmaßen graubraun gefärbt, der Bauch, die Innenseite der Gliedmaßen sowie die Unterarme und -beine sind rötlich, die Finger und Zehen weiß. Der Schwanz ist länger als der Körper und buschig, er ist an der Schwanzwurzel grau und im hinteren Teil schwärzlich gefärbt und endet in einer weißen Quaste. Der Kopf ist klein und rundlich, seine Oberseite ist wie der Rücken grau gefärbt. Entlang der Stirn erstreckt sich ein weißer Querstreifen, darunter verläuft ein schmaler schwarzer Streifen, der die Ohren miteinander verbindet. Die buschigen Backen- und Kehlhaare sind rötlich gefärbt. Die Kopf-Rumpf-Länge liegt bei 37 bis 40 cm, dazu kommt ein 39 bis 47 cm langer Schwanz. Das Gewicht ausgewachsener Tiere liegt bei 800 Gramm.

## Lebensraum und Lebensweise
Hershkovitz-Springaffen bewohnen tropische Regenwälder in Höhen von 100 bis 400 Metern. Über ihre Lebensweise ist wenig bekannt. Sie sind tagaktive Baumbewohner, die sich auf allen vieren oder springend fortbewegen. Wie alle Springaffen dürften sie in monogamen Familiengruppen leben, in denen die Partner oft lebenslang zusammenbleiben. Sie bewohnen feste Reviere, auf die sie andere Tiere durch morgendliche Duettgesänge hinweisen. Ihre Nahrung besteht vorwiegend aus Früchten sowie in geringerem Ausmaß aus Blättern und anderen Pflanzenteilen sowie Insekten.

## Systematik
Der Hershkovitz-Springaffe ist eine von rund 30 Arten aus der Unterfamilie der Springaffen (Callicebinae). Er wurde 1990 durch den US-amerikanischen Mammalogen Philip Hershkovitz unter der wissenschaftlichen Bezeichnung Callicebus dubius beschrieben, gehört aber seit 2016 zusammen mit allen anderen Springaffen aus der cupreus-moloch-Artengruppe zur neu eingeführten Gattung Plecturocebus. Bei der Einführung der Gattung Plecturocebus wurde er wegen der sehr geringen genetischen Unterschiede mit dem Braunbauch-Springaffen synonymisiert, was aber nicht allgemein anerkannt wurde.

## Gefährdung
Diese Art bewohnt ein dünn besiedeltes Gebiet und ist darum laut IUCN nicht gefährdet (least concern).